# Miljanovci (gmina Tešanj)
Miljanovci – wieś w Bośni i Hercegowinie, w Federacji Bośni i Hercegowiny, w kantonie zenicko-dobojskim, w gminie Tešanj. W 2013 roku liczyła 797 mieszkańców, z czego większość stanowili Boszniacy.